# Ivan Mládek
Ivan Mládek (Praga, 7 de fevereiro de 1942) é um compositor e comediante tcheco.

## Biografia
Ivan Mládek nasceu em Praga, onde passou a maior parte de sua infância. Seu pai, advogado e pintor, ensinou-o a pintar, mas preferiu a música e fundou sua agora famosa Banjo Band. A Banjo Band se apresentou pela primeira vez em 1966. Em 1968, Mládek emigrou para a França para seguir sua carreira musical em Paris. Ele logo retornou à Tchecoslováquia e tornou-se famoso como músico na segunda metade da década de 1970; ele escreveu mais de 400 músicas em 2007. Ele se tornou conhecido como comediante nos anos 80. A primeira história humorística de Mladek foi publicada em 1980 na revista Mladý Svět. Muitas das histórias que se seguiram podem ser encontradas nos oito livros que Mládek escreveu. Mládek tem uma esposa chamada Eva e seu filho chamado Štěpán.

## Violonista
Mládek é creditado com o design do violonista, um sintetizador em forma de guitarra. No lugar de cordas, as teclas são dispostas no braço do instrumento, o tom correspondente ao tom de uma corda pressionada no mesmo traste e há controles para acompanhamento automático no corpo do instrumento.

## Comediante
Ivan Mládek tem sido um comediante amplamente conhecido desde os anos 80. Seus shows "The Country Estrada" e "ČundrCountryShow" estavam na televisão tcheca há muitos anos. Eventualmente "ČundrCountryShow" foi cancelado. "Country Estrada" esteve na TV NOVA até 2005, quando foi cancelado abruptamente. Um novo show de comédia similar (chamado Evergreen Show) foi ao ar na NOVA, mas teve curta duração. O próprio Mládek desde então alegou que não tem planos para outro show, e que nenhuma estação financiará este tipo de programa mais. Suas rotinas de comédia incluem standup, esquetes e esquetes sem palavras, acompanhados apenas pelas letras humorísticas de uma de suas canções.

## Ator
Ivan Mládek teve uma carreira de atuação limitada, sendo seus papéis majoritariamente menores. Tocou nos filmes tchecos "Ještě větší blbec, než jsme doufali" e em "Na druhé koleji". Seus novos projetos são sitcoms Cyranův Ostrov (2009), Cyranův poloostrov (2010) e depois Noha 22 (2011).

## Compositor e músicas notáveis
Ivan Mládek é autor de pelo menos 233 músicas. Ele escreve as letras e músicas para a maioria de suas canções, que são principalmente canções country com traços de dixieland e muitas vezes contêm linhas engraçadas e trocadilhos. Muitas de suas canções se tornaram ícones culturais na República Tcheca. Alguns deles são:
- Zkratky - uma canção escrita quase exclusivamente com abreviaturas.
- Jožin z bažin - possivelmente a música mais conhecida de Mládek, que ele mesmo chamou de "Hino Nacional" de seu programa country. Em janeiro de 2008, a música se tornou popular na Polônia e na Hungria, ganhando vários hitparades de rádio, e mais tarde também na Rússia. Em 2011, essa música se tornou popular na Catalunha, graças a um programa de TV chamado APM? (Alguna Pregunta Més?) A música é um conto surreal de um misterioso monstro devorador de homens (Jozin z bažin - Joey dos Pântanos) vivendo nos pântanos, que só poderia ser derrotado com o uso de um cropduster. Em 2023 uma versão denominada Jorge Bagre, interpretada pelo Grupo Só Alegria, tornou a música viral em diversas redes sociais no Brasil.[1]
- Prachovské skály
- Medvědi nevědí
- Pochod Praha-Prčice